# Lee Addy
Lee Addy (nascut el 7 de juliol de 1990 en Accra) és un futbolista ghanès que actualment juga de defensa central pel Bechem Chelsea.